# 939
939 (CMXXXIX) fue un año común comenzado en martes del calendario juliano, en vigor en aquella fecha.

## Acontecimientos
- España - Batalla de Simancas. Las tropas de Ramiro II de León vencen a las de Abderramán III.
- Esteban VIII sucede a León VII como papa.

## Nacimientos
- 20 de noviembre, Taizong, segundo emperador de la Dinastía Song de China.

## Fallecimientos
- 27 de octubre - Athelstan, rey de Inglaterra.